# Elena Leușteanu
Elena Leușteanu-Popescu (puis Teodorescu), née le 4 juillet 1935 à Cernăuți et morte le 16 août 2008 à Bucarest, est une gymnaste artistique roumaine.

## Biographie
Très sportive pendant son adolescence, elle pratique de nombreux sports, à un relativement haut niveau, notamment le triathlon, pour lequel elle obtient un titre national à quatorze ans. Membre de l'équipe nationale junior d'athlétisme, elle pratique aussi la gymnastique à ce niveau à partir de l'âge de 16 ans.
En 1954, elle participe aux championnats du monde de Rome, et obtient de bons résultats, sans pour autant décrocher de médaille, son meilleur classement étant une cinquième place au concours général.
Meilleur élément de l'équipe olympique roumaine en 1956, elle contribue largement à la médaille de bronze par équipe remportée par son pays cette année là ; elle est aussi au niveau individuel médaillée de bronze au sol. Elle figure ensuite dans les palmarès de toutes les compétitions européennes et internationales jusqu'en 1960 (remportant une nouvelle médaille de bronze olympique par équipes aux Jeux de Rome), sans toutefois jamais réussir à un remporter un titre.
La fin de sa carrière est moins brillante. Elle représente toujours son pays dans les compétitions, mais ne fait pas mieux qu'une quatrième place aux barres asymétriques lors des championnats d'Europe de 1961.
Après 1964, à l'approche de la trentaine, elle quitte le niveau international.
Elle est considérée dans son pays comme une figure fondatrice de la gymnastique roumaine de haut niveau.
Elle meurt en 2008 des suites d'un cancer du pancréas.